# Vrak la Vie
 (novembre 2013).
Si vous disposez d'ouvrages ou d'articles de référence ou si vous connaissez des sites web de qualité traitant du thème abordé ici, merci de compléter l'article en donnant les références utiles à sa vérifiabilité et en les liant à la section « Notes et références ».
Vrak la Vie est une série télévisée québécoise en 160 épisodes de 23 minutes créée par Pierre Hébert, diffusée entre le 28 août 2009 et le 16 avril 2015 sur VRAK.TV. La chaîne a d'abord diffusé des capsules de la série pendant l'été sur sa webtélé.

## Synopsis
Nous suivons l'histoire de Pierre, Cathou, Phil et Mag dans la routine des quatre amis au secondaire. Ensemble, ils représentent quatre étudiants : deux qui aiment faire des niaiseries et deux autres qui sont assez différentes l'une de l'autre, mais qui se complètent bien. Ils ont tout vécu ensemble : la formation d'un groupe de musique "Les chatons blancs", se faire posséder par l'ancien esprit de la maison, des problèmes amoureux, découvrir une cachette dans une école, participer à une télé-réalité, organiser un mariage, faire de la prison, etc. Il y a toutes sortes d'aventures, les plus loufoques les une que les autres.

## Distribution

### Acteurs principaux
- Pierre Hébert : Pierre Brodeur
- Philippe Laprise : Philippe « Phil » Rousseau
- Marie-Soleil Dion : Catherine « Cathou » Boucher
- Marie-Claude St-Laurent : Magali « Mag » Melançon

### Acteurs récurrents
- Patrice Coquereau : Gérard (Monsieur) Carrier
- Michel Courtemanche : Coach
- Virginie Morin : Rose
- Cathleen Rouleau : Marianne
- Patrice Bélanger : François (Monsieur) Drava
- Jessica Malka : Vicky
- Danielle Fichaud : Cuisinière de la cafétéria
- Louis Morissette: Dany
- Stéphane Poirier : Benoît « Ben »
- Sophie Vajda : Marilyn Maneroe
- Sophie Faucher : Mme Gariepy
- Billy Tellier : Magalien
- Martin Vachon : Gilles

### Invités
- Rachid Badouri: lui-même
- Mariloup Wolfe: elle-même
- Marie-Mai: elle-même
- Émilie Bibeau: Chanteuse populaire
- France D'Amour: Professeur de musique
- Éric Salvail: Karol (avec un "K") Robidoux
- Marc Labrèche: Professeur d'art plastiques
- Claude Legault : Professeur d'anglais
- Josée Deschênes: Line Malenfant
- Maude Guérin: Gardienne de prison
- Alexandre Goyette: Jean l'Agent
- Guy Jodoin : Charles Patenaude

## Fiche technique
- Scénaristes : Daniel Gagnon, François Avard, Julien Tapp, Kristine Metz, Pascal Mailloux, Pierre Hébert
- Réalisation : Pierre Ouimet et Guillaume Lonergan
- Société de production : Fair-Play

## Personnages

### Personnages principaux
- Pierre Brodeur :  Pierre est l'un des personnages principaux de la série. C'est un étudiant de l'École secondaire Isidore-Cliche. Phil et lui sont amis depuis toujours. Pierre est le chef du groupe. C'est souvent lui qui élabore les plans lors des mauvais coups. Malgré ses talents, il se fait pratiquement toujours prendre sur le fait. Ses ennemis sont les règlements, Ben, un étudiant de son école, qui est amoureux de Marianne. Il adore scier des choses impulsivement, que ce soit des tables, des chaises ou tout autre meuble. Il sort avec Marianne de la saison 2 à la saison 3. Pierre passe à autre chose, le autre chose est Magali. Il est amoureux de Magali durant toute la saison 4. Puis, il perd la mémoire, à cause du choc de l'incendie en secondaire 4, et oublie son amour pour Magali. Ensuite, il sort avec Magggali, une fille qui ressemble drôlement à Mag. Le jour de Noël, Phil jetta un cadeau sur la tête de Pierre et ce dernier se souvenu qu'il n'aimait pas Maggg, mais bien Mag. Il hésita plusieurs fois à avouer son amour à Mag. Lorsqu'ils faisaient du camping dans le salon à Phil, Pierre, poussé par Phil, demanda à Mag de l'accompagner au bal de finissant. Par chance, Mag accepte. Il lui avoue, finalement, son amour lors du bal. Depuis, ils sortent ensemble.

- Philippe « Phil » Rousseau : Phil est un des personnages principaux de la série. Pierre et lui sont amis depuis l'enfance. Il ferait tout pour aider Pierre si jamais celui-ci en avait besoin. Phil est toujours prêt à suivre Pierre dans toutes ses aventures. Il est gourmand, grand, fort, costaud et n'est pas très brillant. Il tombe amoureux de Rose, la nièce du directeur, et ils sortent ensemble depuis la saison 2. Rose et son père doivent aller en Antarctique et le départ de Rose brise le cœur de Phil. Depuis, il pense que Cathou est folle de lui, ce qui est complètement faux.

- Catherine « Cathou » Boucher : Cathou est l'un des personnages principaux de la série. Elle est l'une des meilleures amies de Pierre, Mag et Phil. Cathou sait se distinguer par un look et un style vestimentaire très coloré et personnalisé. C'est la référence pour les potins de l'école. Elle est superficielle et l'école n'est pas sa priorité dans la vie. Elle rêve de devenir chanteuse populaire, ce qui arrivera jamais, car elle n'est pas la meilleure pour chanter. Elle raffole de la mode. Elle sort avec Gilles, durant la saison 5.

- Magali « Mag » Melançon : Magali est une des personnages principales de la série. C'est la fille écologique, environnementaliste, studieuse, engagé et perfectionniste de la bande. Elle est souvent a la bibliothèque pour étudier pour être la première de classe. D'ailleurs, c'est la seule de la bande qui a des notes de cours. Mag sort avec Gilles, un nouveau gars de l'école, durant la saison 4. Mais, elle devient folle, excessive et possessive. Gilles, de peur pour sa vie, se sauva. Mag effaçant Gilles et le remplaça par Pierre. Gilles revient à la fin de la saison 4, pour récupérer Mag, mais Mag n'a que de yeux pour Pierre. Pierre avoua à Mag qu'il l'aimait, lors de l'incendie de secondaire 4, mais il ne se le rappelle plus à cause du choc. Pierre sort à, alors, avec Magg, ce qui brisa le cœur de Mag, et elle essaya d'oublier Pierre en sortant avec Rock qui aime le rock, Noa qui aime les noix, Math qui aime les maths et Manuel qui aime les manuels. Pierre se rappela qu'il aimait Mag et non Maggg. Poussé par Phil, il demande à Mag de l'accompagner au bal de finissant. Mag accepta, évidemment. Pierre lui avoua son amour lors du bal de finissant. Depuis, ils sortent ensemble.

### Personnages récurrents
- Gérard Carrier : il est le directeur de l'école secondaire Isidore-Cliche. Il aime les crottons. Il a toujours à l'œil Pierre et Phil, connaissant leur penchant pour les mauvais coups. Ses phrases favorites sont « Pierre et Phil dans mon bureau ! » et « Je vous ai à l'œil ».
- Coach : Il est le professeur d'éducation physique de l'école. Il est autoritaire et tient toujours son ballon rouge. Il est amoureux de Marilyn Manerhoe, la professeure d'arts dramatiques. Ils vont finir par sortir ensemble pour ensuite organiser un mariage dans le gymnase dans la saison 3, qui va être gâché par Pierre et Phil.

Il était histérique et se choquait après le quatuor lorsqu'ils faisaient des bêtises. Il n'aimait pas le directeur de l'école et il formait un complot pour prendre sa place. Cette idée n'a jamais fonctionné.
- François Drava : il est le professeur de français de la bande. Il fait la majorité de son apparition dans la première saison. Il connait bien les jeunes et si un élève le niaise, il n'hésite pas à le niaiser à son tour.
- Marianne : Elle est apparue pour la première fois dans l'épisode 2 de la première saison. Pierre est amoureux d'elle lorsqu'il l'a vue pour la première fois. Ils sortent finalement ensemble après qu'ils se sont embrassés lors du party de fin d'année. Le fait que Pierre sort avec Marianne rend Phil très jaloux parce que son meilleur ami passe plus temps avec sa blonde qu'avec lui. Marianne va laisser Pierre à la saison 3 pour sortir avec Ben, l'ennemi de Pierre. Dans le dernier épisode de la saison 3, elle est encore amoureuse de Pierre mais ce dernier n'a plus de sentiments pour elle, mais il en a pour Mag. Mag embrassa Pierre ce qui rendit Marianne jalouse. On ne l'a pas revu depuis.
- Rose : Apparue dans l'épisode 3 de la deuxième saison dans le cadre d'un échange étudiant, Rose est la nièce de monsieur Carrier. Phil est tombé amoureux d'elle et il a même organisé un souper romantique. Dans la troisième saison, Vicki, une journaliste qui ne s'intéresse qu'au succès de Phil au football, a réussi à faire rompre le couple. Ils vont finalement se remettre ensemble peu de temps après. Rose doit partir en Antarctique avec son père et Phil eut le cœur brisé de devoir rompre avec elle.
- Benoît : Surnommé Ben, il est l'ennemi juré de Pierre et il aime se moquer de lui. Phil le déteste également. Toute comme Pierre, il est aussi amoureux de Marianne. À la saison 3, cette dernière va laisser Pierre pour sortir avec Ben.
- La cantinière : Elle est la cantinière dans la cafétéria de l'école et l'adulte préférée de Phil dans l'école. On dit souvent que sa nourriture est dégueulasse.
- Dany : Il est le gérant de Pierre et Phil dans tous les jobs qu'ils ont eu. Magali et Cathou ont déjà travaillé pour lui dans quelques travaux. Il déteste Pierre et Phil plus que tout et même qu'à cause d'eux, il a été mis à la porte deux fois, a fait un an de cauchemar, huit heures de psychothérapie ainsi qu'une dépression majeure.
- Vicki : Vicki est la journaliste pervers et manipulatrice de l'école. Elle n'a qu'un but : détruire l'amitié des quatre amis. Attirée par le succès de Phil, elle a réussi à faire rompre Rose et Phil. Phil a finalement découvert que Vicki s'intéressait à lui juste pour son succès et casse avec elle. On ne l'a pas revu depuis.
- Gilles : Magali rencontre Gilles pour la première fois dans l'épisode 4 de la saison 4 dans la nouvelle école. Magali est devenu amoureuse de lui et vont plus tard sortir ensemble. Malheureusement, Magali est devenu jalouse, possessive et paranoïaque pensant que n'importe qui (même sa mère) vont le voler. Gilles, qui a beaucoup peur d'elle, quitte le pays et va même jusqu'à changer son identité. Il revient, au dernier épisode de la saison 4, pour reconquérir Mag, mais Mag aime Pierre. Il sort avec Cathou lors de la saison 5.

## Épisodes

### Saison 1 (2009)
1. La rentrée
2. Session de photos
3. Un nouvel emploi
4. La campagne électorale
5. La stagiaire
6. Sortie au théâtre
7. Achats compulsifs
8. Remise en forme
9. Défi : Séduction
10. Halloween
11. Défi : Être gentils
12. Cours de karaté
13. Les examens
14. Spécial rentrée (coulisses)
15. Le retour des vacances
16. Le bouton
17. Test d'endurance
18. Club vidéo
19. La Saint-Valentin
20. Le remplaçant du directeur
21. Préparation aux examens
22. L'invalide
23. Le grand ménage
24. Échange étudiant
25. Poisson d'avril
26. Party de fin d'année

### Saison 2 (2010)
1. Une rentrée romantique
2. Une surprise arithmétique
3. Souper romantique
4. Secourisme et gardiennage
5. Cours de musique
6. Employés et coincés au centre commercial
7. Concours Miss Personnalité
8. Cauchemar académique
9. Soirée cinéma
10. On travaille aux quilles
11. Émissions de télévision
12. Relaxer avant le spectacle
13. Pompons et portes ouvertes
14. On fait la grève
15. Une nuit à l'hôtel
16. Génies en herbe
17. On travaille à l'épicerie
18. Cours de conduite
19. De l'amour dans l'air
20. Party de Saint-Valentin
21. L'invité mystère
22. Cours de danse et Pierre devient directeur
23. Début de la fin
24. Cirque et dîner spaghetti
25. Première chicane
26. Des amis pour la vie

### Saison 3 (2011)
1. Coma en folie
2. L'accident de Mag
3. Le garage et agence de rencontre
4. Le cours de menuiserie
5. Le correspondant
6. Phil vedette, Pierre se cherche
7. Phil le hot et la journaliste
8. La grande réconciliation
9. Halloween
10. La tentation de Mag
11. École d'élite
12. Carrière de Cathou
13. Pierre est mourant
14. Le mariage du Coach
15. VRAK la vie, le film d'action
16. Le ravissant ravisseur
17. La grève des profs
18. La cage à Phil
19. Réalité-VRAK
20. Conventum de l'amour
21. Pierre le séducteur
22. La dépression du directeur
23. Enfermés au gym
24. Le défi cabochon
25. La garderie
26. Party de fin d'année 2

### Saison 4 (2012)
1. La rentrée
2. La nouvelle voiture de Phil
3. La voyante
4. Mag en amour et nouvelle école
5. Le cours de superhéros
6. Evil Mag
7. La thérapie de couple
8. Mag l'extra-terrestre
9. La faillite de Cathou
10. Vice Versa
11. Simplicité volontaire
12. Les marionnettes
13. Les fantômes de Noël
14. Le DVD du Coach
15. Les téteux de belle-mère
16. L'abri nucléaire
17. Aujourd'hui, c'est hier !
18. VLV 2299
19. Vive les mariés
20. Le voyage au Mexique
21. Le recruteur
22. Spécial 100e
23. 24 heures de l'art
24. Gala de lutte
25. La famille reconstituée
26. La Ronde